# Triveriusmuseum

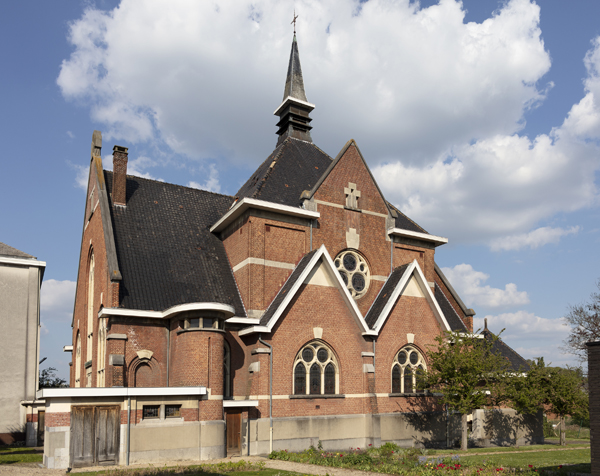
Triveriusmuseum in de Kapel van de Zusters van Maria

Het Triveriusmuseum (voluit Gemeentelijk Medisch-Historisch Museum Hieremias Triverius Brachelius) is een museum aan de Spoorwegstraat in het Belgische Brakel. De collectie omvat medische instrumenten en boeken uit de vorige eeuwen. De tentoonstelling ‘Van Klisteerspuit tot hyperbaartoestel’ belicht de geneeskunde vanaf de Nederbrakelse arts en hoogleraar aan de Leuvense universiteit Triverius (1504 – 1554) tot nu aan de hand van bijvoorbeeld apotheekpotten en siroopkannen.
Het museum werd opgericht in 2015 en is tot eind 2025 gehuisvest in de Kapel van de Zusters van Maria uit 1824. De collectie is afkomstig van Dokter Wilfried Cornette, chirurg en gewezen spoedarts van het AZ Sint-Elisabeth Zottegem. Zijn rondreizende tentoonstelling was te bezichtigen in universiteiten van binnen- en buitenland en in het Triveriusjaar 2004 was ook een deel te zien in Opbrakel.
Vanaf eind 2025 verhuist het museum naar de ontwijde Sint-Ursmaruskerk in Zegelsem.